# ناحیه واشک
ناحیه واشک (به انگلیسی: Washuk District) یکی از ناحیه‌های پاکستان در پاکستان است که در بلوچستان واقع شده‌است. ناحیه واشک ۲۹٬۵۱۰ کیلومتر مربع مساحت و ۱۷۶٬۲۰۶ نفر جمعیت دارد.